# Aukštaitija
Aukštaitija je region na severovýchodě Litvy. Největším městem je Panevėžys. Na území regionu leží moderní administrativní jednotky Vilniuský kraj, Kaunaský kraj, Šiauliaiský kraj, Panevėžyský kraj a Utenský kraj. Aukštaitija také částečně zasahuje do Lotyšska a Běloruska. Je plošně největší z tradičních regionů Litvy. Významnými řekami jsou Nevėžis a Žeimena. Jižní část těží ze spádovosti do velkých měst Kaunasu a Vilniusu, kdežto severní část Aukštaitije se vylidňuje.
Název znamená „horní země“, je doložen již roku 1322 v listině knížete Gediminase v podobě terra Eustoythen. Oblast byla od jedenáctého století jádrem formování litevského státu. Oproti zbytku Litvy je zde vyšší podíl ruskojazyčného obyvatelstva. Pro tento etnografický region jsou typické lidové písně sutartinės a aukštatitijský dialekt litevštiny. Místní kuchyni dominují pokrmy z ryb, knedlíky, koblihy, pivo a ovocné víno.
Lesnatá a jezernatá krajina o rozloze 406 km² v okolí města Ignalina je od roku 1974 chráněna jako Národní park Aukštaitijos.